# Diocèse de Paisley
Le diocèse de Paisley (en latin : dioecesis Pasletana ; en anglais : diocese of Paisley) est une Église particulière de l'Église catholique au Royaume-Uni. Érigé en 1947, il couvre le Renfrewshire, un comté historique d'Écosse. Son siège est la cathédrale Saint-Mirin de Paisley.
Il est un diocèse suffragant de l'archidiocèse de Glasgow. On comptait en 2004 près de 79 400 baptisés pour 342 000 habitants.

## Territoire
Le diocèse de Paisley couvre l'Inverclyde, le Renfrewshire et l'East Renfrewshire, à l'exclusion de Thornliebank.
Au 1er janvier 2013, il compte trente-quatre paroisses.

## Histoire
Le diocèse de Paisley est érigé le 25 mai 1947, par la constitution apostolique Maxime interest du pape Pie XII, à partir de l'archidiocèse de Glasgow.

## Cathédrale
La cathédrale Saint-Mirin de Paisley, dédiée à saint Mirin, est l'église cathédrale du diocèse.

## Évêques
- 1948-1968 : James Black (en)
- 1968-1988 : Stephen McGill (en), p.p.s.
- 1988-2004 : John Mone (en)
- 2005-2012 : Philip Tartaglia
- 2012-8 février 2014 : siège vacant
- 8 février 2014- : John Keenan (en)